# Artemisia scopiformis
Artemisia scopiformis là một loài thực vật có hoa trong họ Cúc. Loài này được Ledeb. mô tả khoa học đầu tiên.